# 李燦明
李燦明（Richard T. Lee，1954年—)，华裔加拿大人，2022年起任職卑詩省本拿比市議員，2001年-17年間則以卑詩自由黨黨員身份擔任卑詩省議會北本拿比选区議員，為該區首名華裔省議員。

## 背景
李燦明生於廣東省中山市恆美村，祖父於1913年支付500加拿大元人頭稅前往加拿大，後因加拿大推行《1923年華人移民法》（當地華人又稱《排華法》）與家人分隔兩地，而李燦明則於1959年五歲時隨家人移居香港，其後再移居澳門。《排華法》於1947年取消後，李燦明於1971年與家人移民加拿大卑詩省大温地區與祖父團聚。
他於1972年升讀卑詩大學數學物理系，1976年取得學士學位後在該校攻讀應用數學科學碩士學位，1980年畢業後留在該校從事科研工作，並曾任職程序分析師，與妻子育有三名子女，1986年起定居本拿比。他於1990年代初投入社區事務，參加家長會、卑詩族裔語言協會和溫哥華支援民主運動聯合會等組織，並擔任保釣大聯盟的召集人，在1996年組織保釣大遊行。

## 政治生涯
李燦明於1993年加入卑詩自由黨，並於1996年在北本拿比選區首度參與省議會選舉，但不敵新民主黨候選人卡倫蒂諾（Pietro Calendino）。到了2001年省選，在新民主黨民望低落的情況下，李燦明在該選區與卡倫蒂諾再度交鋒時成功贏取該議席，首度晉身議事廳。
他於2005年省選順利連任，同年6月16日被卑詩省長金寶爾委派擔任當屆省議會的亞太事務部秘書長（Asia-Pacific Initiative）一職。2009年和2013年省選李燦明再度連任，2013年12月起出任傳統中醫事務議會秘書。
2015年中，卑詩公民罷免組織發起簽名運動，試圖罷免李燦明的省議員職務。活動發起人士指李燦明在本拿比地區醫院經費不足和康德摩根（Kinder Morgan）輸油管項目等議題上皆未盡力為本拿比居民發聲，因而展開活動。活動在截止期限前未能收取足夠登記選民簽名，李燦明遂留任省議員。同年9月28日，李灿明获委任卑诗省议会副议长。
2017年省選，李燦明再在北本拿比選區角逐連任省議員，但以40.61%得票屈居第二，敗於新民主黨候選人羅珍妮，16年省議員生涯遂告終結。
2019年加拿大國會下議院本拿比南選區議席補選競選期間，聯邦自由黨候選人王小寶在微信發文時，點出對手聯邦新民主黨候選人駔勉誠的印裔背景，被指打種族牌惹來外界批評，遂於1月16日退出選舉。聯邦自由黨於同月19日宣布由李燦明取代王小寶，代表該黨競逐本拿比南議席。在同年2月25日舉行的補選中，李燦明獲取26.0%選票排行第二，不敵駔勉誠。他曾考慮再度尋求自由黨本拿比南選區候選人提名，參與同年10月聯邦大選，但因妻子病重而放棄。
他於2022年加入本拿比市級政黨，在同年市選中當選本拿比市議會議員。

### 主要政绩

#### 推进卑诗省中文教育
过去，中文在卑诗省没有省考，学生中学毕业考大学中文成绩不可以作为申请大学的参考，学生学习中文没有动力。1995年，李灿明加入争取中文作为省考科目的卑诗省中文教育促进联会，担任英文秘书，负责起草文件，联络沟通各方面组织，积极推动BC省把中文作为省考项目。他们收集了1万多个签名明信片上交省长，还将30多个的社团起草了一封致省议员信，给每个议员挨个签名。终于，中文教学在卑诗省列入了省考项目，可以作为申请大学的入学科目。这样，学生在中小学学习中文有了动力，直接导致很多课余的中文补习班开办起来，中文的地位获得了提升。

## 其他事蹟

### 自爆遭中國拘留被迫泄政府機密
於2019年11月，加拿大傳媒報道，李燦明自爆4年前在中國度假期間遭當局拘留，其政府手機遭沒收，更被迫說出密碼，相信手機內的政府機密信息已被查閱。中國當局最終沒有對他提出具體指控，只說他的所作所為「危害中國國家安全」。最後中國官員要求他和家人立即離境，李提出前往香港卻被拒，最後返回加拿大。李燦明表示，當初因為考慮到加中關係的影響而選擇沉默，但自從2015年以來，他看到中國當局對加拿大政治體系的干預愈來愈多，包括中國使領館官員要求加拿大政客不要就可能“激怒中國”的問題發聲，覺得是時候爆料。

## 外部連結
- 李燦明省議員個人網站
- 卑詩省政府網站--北本拿比的卑詩省省議員：李燦明簡介 （页面存档备份，存于）